# Pterolobium densiflorum
Pterolobium densiflorum är en ärtväxtart som beskrevs av David Prain. Pterolobium densiflorum ingår i släktet Pterolobium och familjen ärtväxter. Inga underarter finns listade i Catalogue of Life.